# Wind (1992)
Wind  ist der Titel eines US-amerikanischen Sportfilms aus dem Jahr 1992, frei nach dem spektakulären erstmaligen Verlust des America’s Cup durch die USA im Jahre 1983 vor Newport (Rhode Island) an Australien. Der Film erzählt in einer fiktiven Liebesgeschichte und unvergesslichen Segelaktionen von Dennis Conners Herausforderung für den America’s Cup im Jahr 1987.

## Geschichtlicher Hintergrund
Mit der von John Bertrand gesteuerten 12mR-Yacht Australia II (KA-6) gewann am 26. September 1983 nach 132 Jahren erstmals ein nicht-amerikanisches Team den America’s Cup. Die Australier schlugen dabei den legendären amerikanischen Skipper Dennis Conner mit seiner Yacht Liberty (US-40) in 7 Rennen mit 4:3. Conner holte den Cup im Jahre 1987 in Fremantle vor Australien mit der Yacht Stars & Stripes (US-55) wieder zurück. Die Australier verloren mit Kookaburra III (KA-15) in 4 Rennen mit 0:4.

## Handlung
Der junge Skipper Will Parker will für die USA den America’s Cup verteidigen. Er erhält vom Schiffseigner Morgan Welds das Angebot, mit seiner Yacht Radiance im America’s Cup gegen die Australier anzutreten. Das bringt Will Parker in ein Dilemma, denn seine Freundin und Segelpartnerin Kate darf nicht mit an Bord. Sie verlässt ihn – und der Cup geht auch verloren. Mit Hilfe von Kate und ihrem neuen Freund lässt er ein neues Boot bauen: Die Yacht Geronimo, benannt nach einem Häuptling der Bedonkohe-Apachen. Kates Teilnahme sichert den Amerikanern im letzten Moment den Sieg.

## 12mR-Yachten im Film

### 25. America’s Cup 1983
- Die Yacht Boomerang entspricht der Australia II (KA-6), Siegerin  [2]
- Die Radiance entspricht der Liberty (US-40), Verliererin [3]

### 26. America’s Cup 1987
- Die Geronimo entspricht der Stars & Stripes (US-55), Siegerin [4]
- Die Platypus entspricht der Kookaburra III (KA-15), Verliererin [5]

### Geronimo
Im Film ist die Yacht "Geronimo" die Hauptyacht der Handlung, die auch das Rennen gewinnt. Für die Filmproduktion wurde die 12mR-Yacht US-42 in einem Flugzeughangar in Wendover (Utah) umgebaut, rot lackiert und in "Geronimo" umbenannt. Das Boot wurde vom America’s-Cup-Veteranen und heutigen technischen Berater Peter Gilmour gesteuert. Bemerkenswert war der nur im Film genutzte sogenannte "Whomper", ein riesiger am Masthead-Spinnaker mit dem grimmig blickenden Gesicht des namensgebenden Indianerhäuptlings Geronimo. Ein solches Segel wurde nie in einem Rennen des America’s Cup oder Louis Vuitton Cup verwendet und beanspruchte den Schiffsmast und die Backstage ziemlich stark. Die Segelaktionen wurden im Indischen Ozean rund um Fremantle in Australien gedreht.

### 14-Fuß-Dinghy
Neben den für den America’s Cup typischen 12mR-Yachten kommt es vorab bei einer Wettfahrt mit International 14-Fuß-Dinghies zu einem Schlagabtausch zwischen den Konkurrenten.